# Danuta Perkaová
Danuta Perkaová (* 22. června 1956 Korsze) je bývalá polská atletka. Specializovala se na krátké překážkové běhy.

## Sportovní kariéra
V 70. letech 20. století patřila k předním evropských překážkářkám. V roce 1979 se stala halovou mistryní Evropy v běhu na 60 metrů překážek.